# Euploea funerea
Euploea funerea är en fjärilsart som beskrevs av Butler 1878. Euploea funerea ingår i släktet Euploea och familjen praktfjärilar. Inga underarter finns listade i Catalogue of Life.